# Todoque
Antiga Igreja de São Pio X, destruída por uma escoada lávica da erupção vulcânica de La Palma de 2021, a 26 de setembro.
Todoque era uma localidade espanhola pertencente ao município de Los Llanos de Aridane, situado ao sudoeste da ilha de La Palma, nas Canárias. Os seus principais bairros eram Todoque, Los Pasitos e Todoque de Arriba.

## Etimologia
O nome provém da língua aborígene, concretamente da palavra tedote. Muito provavelmente os auritas distinguiam entre montanha pelada, tem/tene(r) e montanha coberta de mato rasteiro, tedote, em referência ao vulcão ou cone vulcânico coberto de matorral  que se situa em Todoque. Do mesmo modo, o vocábulo tem/tene/ter está abundantemente presente na toponímia que provém da língua aborígene: Tenibucar, Tenerra, Tinizara (<Tenizara), Tenisca, Teneguía, Tendiña, Tenerife (monte branco). Abreu Galindo diz: «Os naturais da ilha de La Palma puseram-lhe este nome, Tenerife, composto de duas expressões: ter, que quer dizer monte, e (sic) ife, que é branco».

## História
No final do século XV , a zona fazia parte do cantão aborígene de Tihuya, que se estendia desde o cantão de Aridane até a montanha de Tamanca. Abarcaria as zonas atualmente conhecidas como Tajuya, Todoque, Puerto Naos, La Laguna e parte de Las Manchas.
Passou a ser bairro de Los Llanos de Aridane, com o nome de Tedoque, tanto popularmente como oficialmente até inícios do século XX.

### Erupção vulcânica de La Palma de 2021
Em setembro de 2021, a população foi evacuada, sendo o território invadido por fluxos de lava provenientes da erupção vulcânica da Palma de 2021.
Em 10 de outubro de 2021, o novo fluxo de lava do vulcão enterrou os últimos edifícios existentes na localidade, destruindo completamente de Todoque.

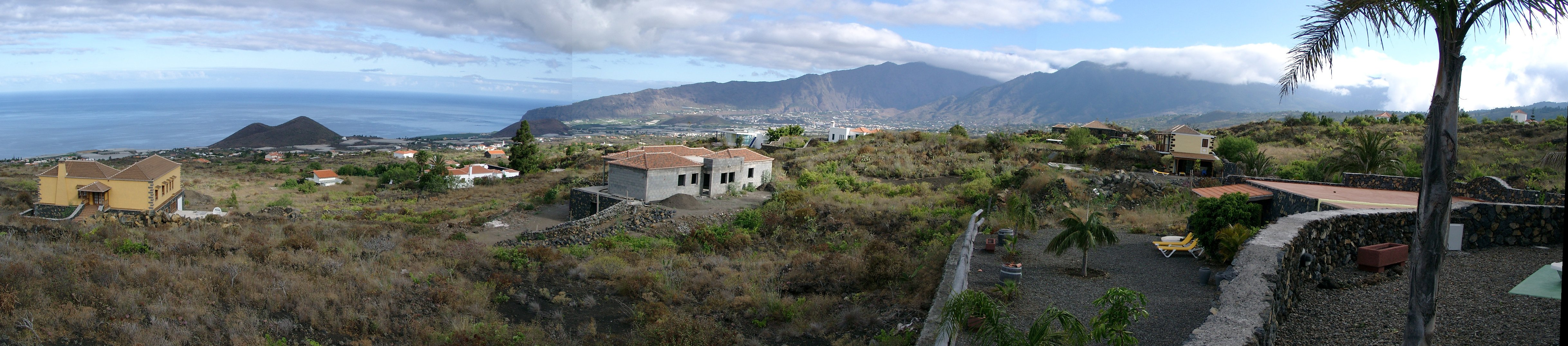
Panorâmica da costa oeste, tirada desde Todoque em 2006

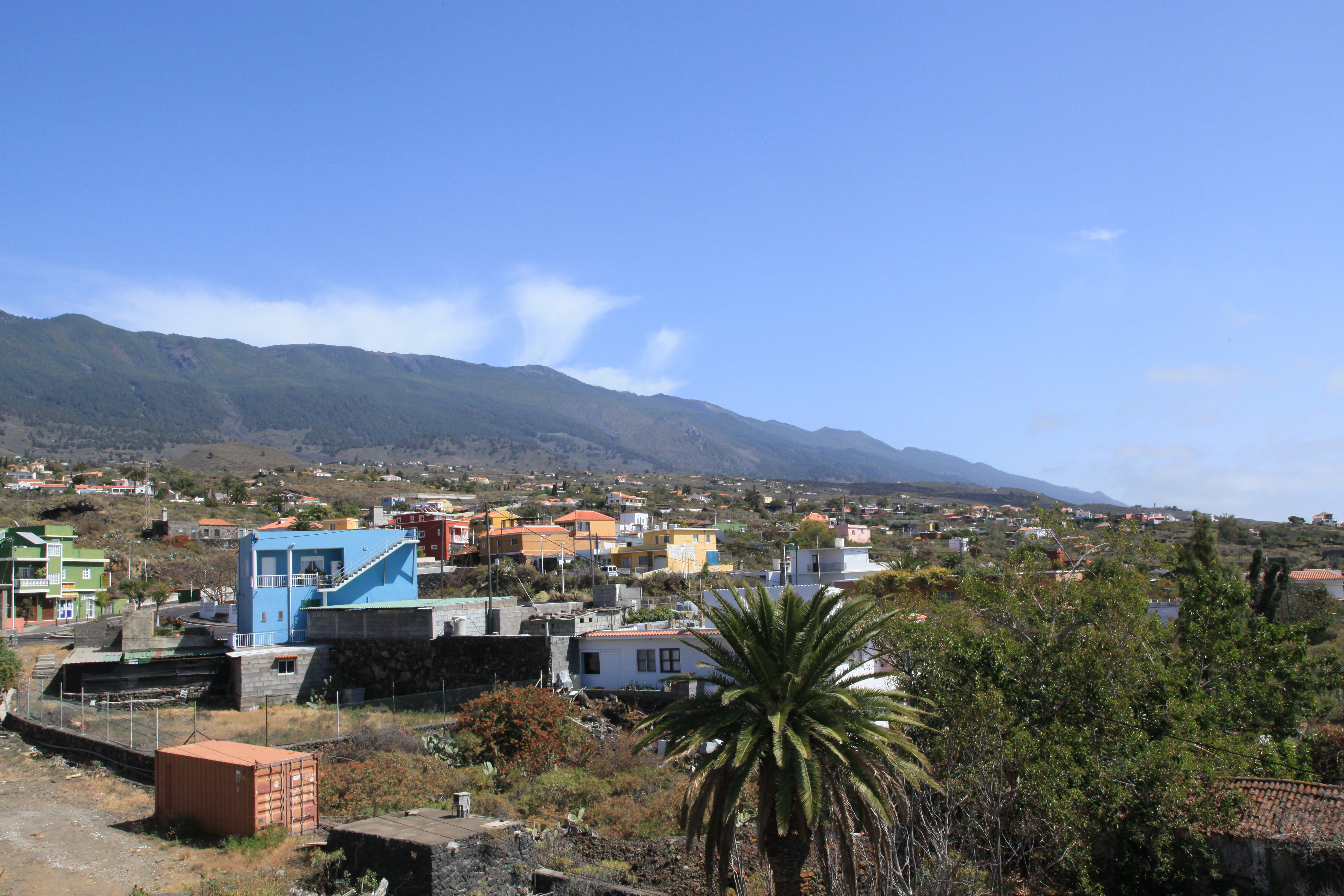
Vista de Todoque em 2015

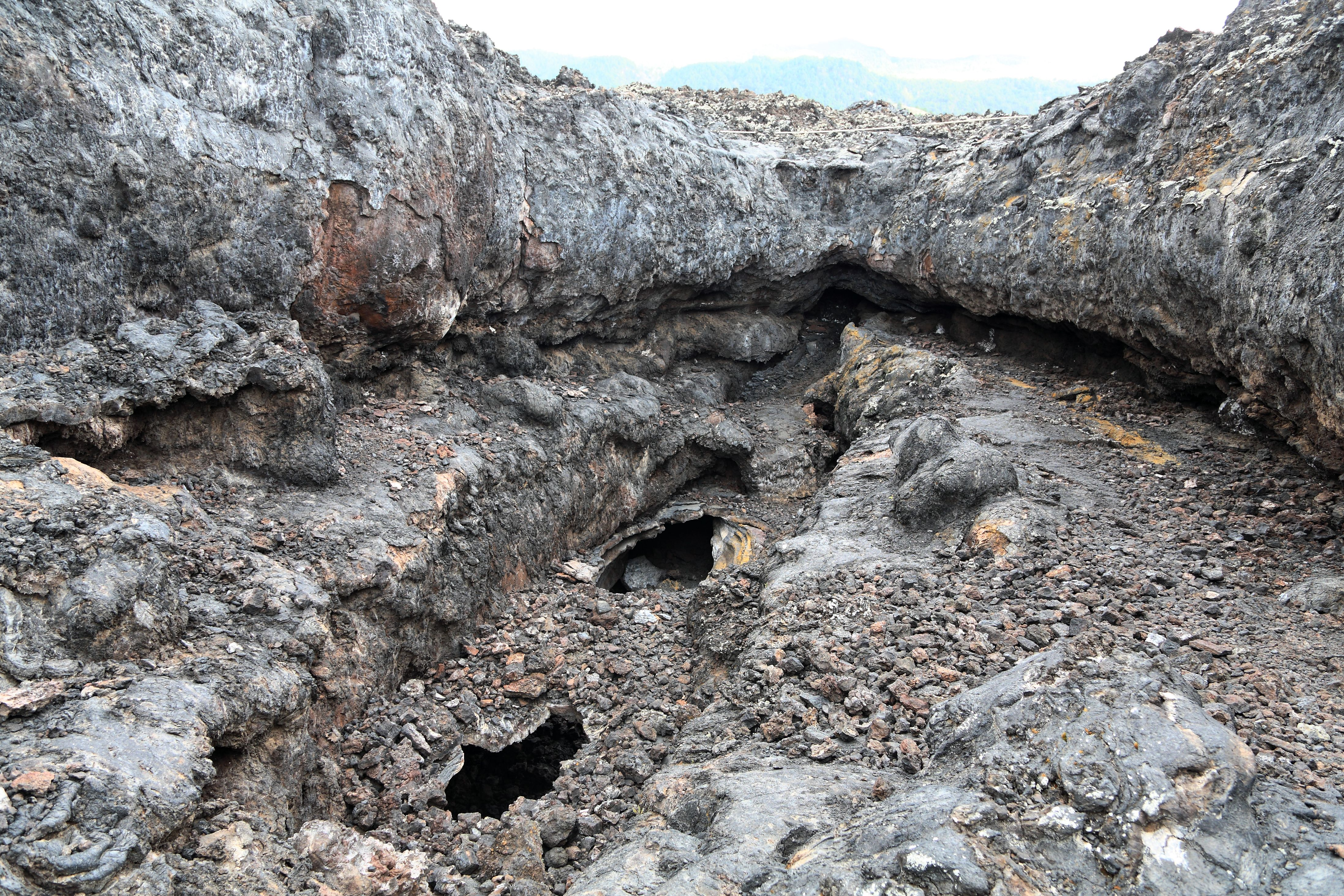
Cano vulcânico de Todoque em 2012

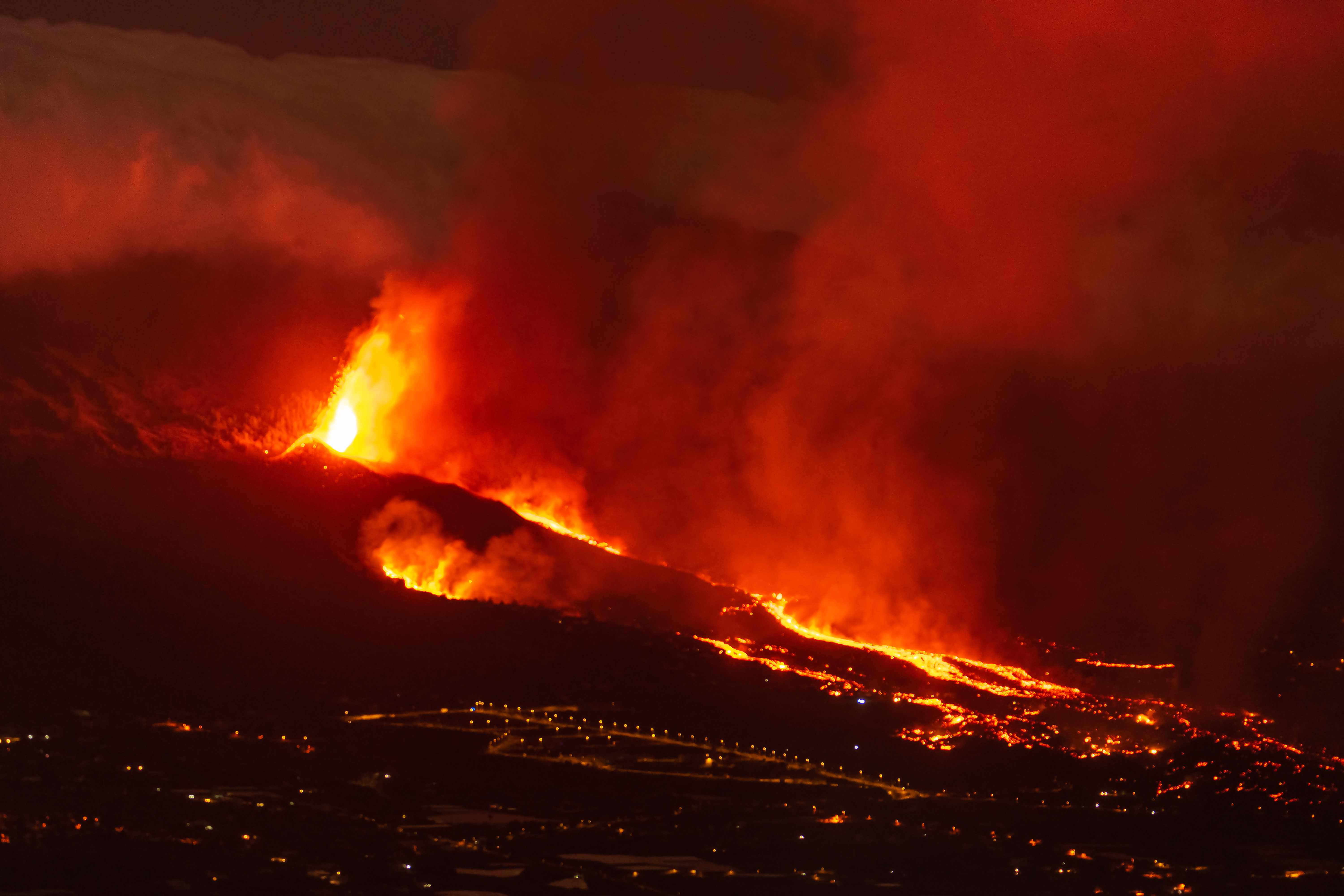
A erupção no início da manhã de 20 de setembro de 2021 com a lava fluindo em direção a Todoque

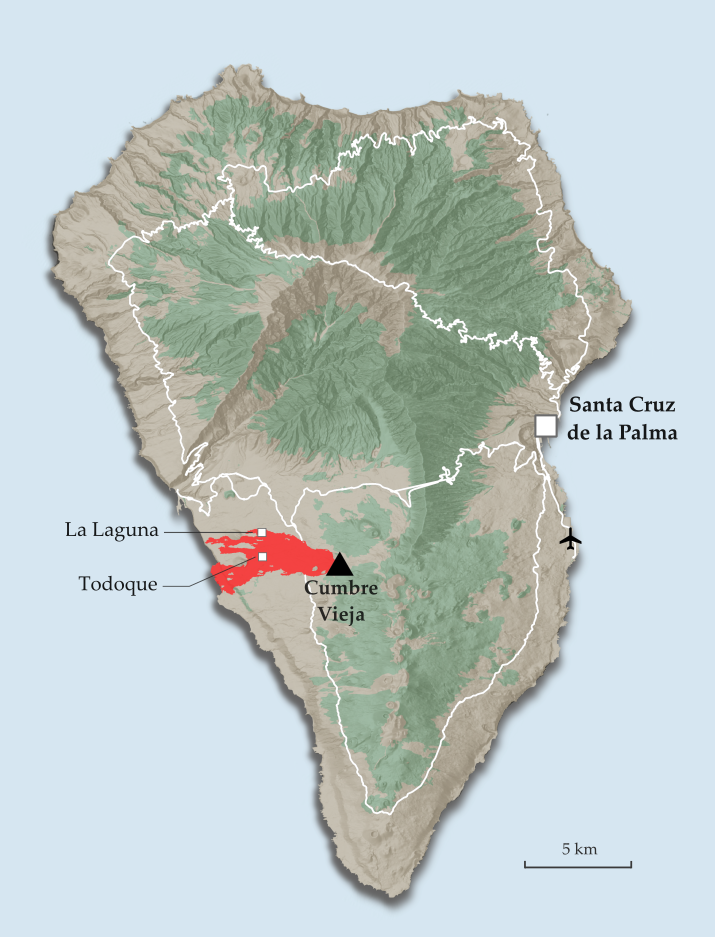
Localização de Todoque dentro do fluxo de lava em 23 de novembro de 2021

### Nuevo Todoque
Em novembro de 2021, enquanto a erupção vulcânica ainda continuava, foi proposto um novo bairro denominado "Nuevo Todoque", que ficará localizado ao sul do atual Todoque destruído, em um terreno de 400.000 metros quadrados com 543 casas, embora está localizado em uma área de alto risco vulcânico. Em março de 2023, o clube de serviços Rotary International, apoiou a construção de uma escola que substituirá as de Todoque (Colegio de Educación Infantil y Primaria Todoque) e Los Campitos (Colegio de Educación Infantil y Primaria Los Campitos), destruída pela erupção vulcânica, em Nuevo Todoque, ao sul dos campos de lava. A organização contribuirá com um milhão de euros para a construção da futura escola.

## Evolução demográfica
| Gráfico de evolução demográfica de Todoque entre 2000 e 2020        |
|                                                                     |
| Población de derecho (2000-2020) segundo el padrão municipal do INE |

## Cultura

### Património
A Igreja de São Pio X, a primeira dedicada ao culto deste pontífice, a 30 de maio de 1954, um dia depois da sua canonização, a 29 de maio de 1954. O tempo, de uma só nave, foi construída pela gente do bairro, através de trabalho comunitário. A igreja colapsou a 26 de setembro de 2021, derrubada pelo avanço de uma escoada de lava da erupção vulcânica de La Palma de 2021.

## Festas
Festas em honra do padroeiro, San Pío X, em agosto.